# Al Asuncion
Alfredo Gregorio „Al” Asuncion (ur. 2 października 1929, zm. 2 maja 2006 w General Tinio) – filipiński pięściarz. 
Reprezentant kraju podczas igrzysk olimpijskich w 1952 w Helsinkach. Na igrzyskach wziął udział w turnieju w wadze muszej. W pierwszej rundzie wygrał przez nokaut z reprezentantem Birmy Basilem Thompsonem, w drugiej przegrał 2:1 z Willie Toweelem z Związku Południowej Afryki.